# Duikbril

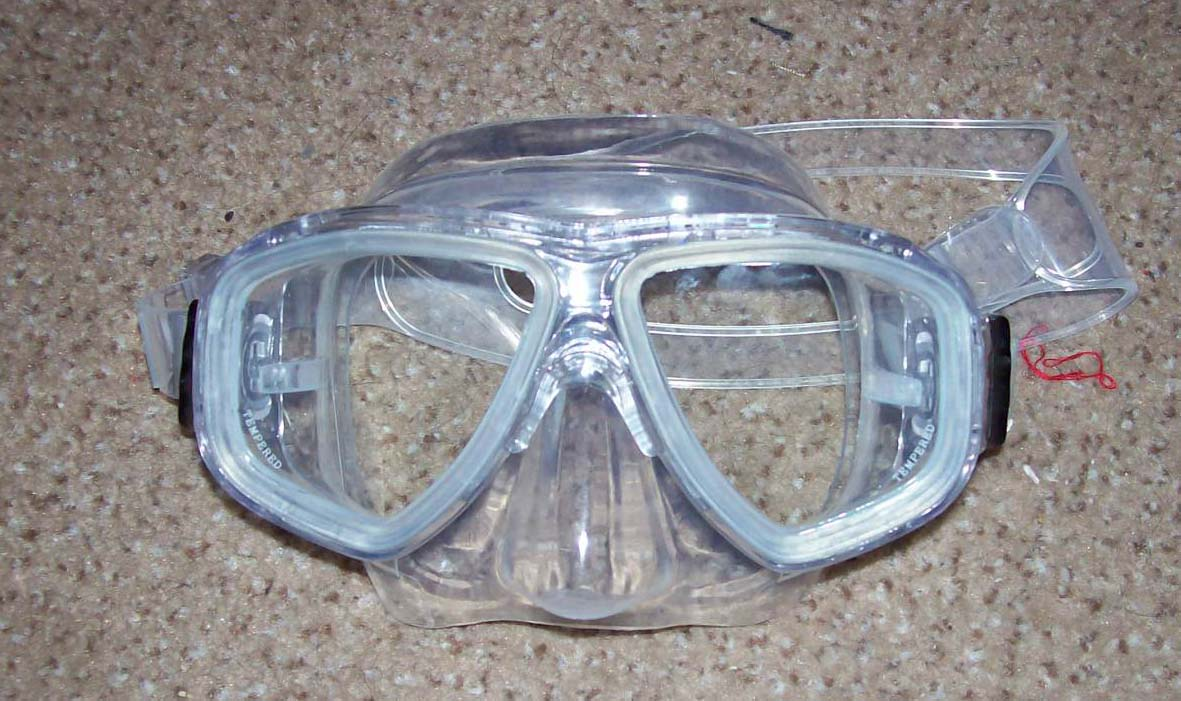
Duikbril

Een duikbril, ook wel masker genoemd, is een bril die men op het hoofd zet bij het onder water zwemmen, om goed te kunnen zien.
De menselijke ogen zijn niet bedoeld om mee onder water te kijken. Doordat water een andere brekingsindex heeft dan lucht, kunnen wij onder water niet scherpstellen. Een duikbril zorgt ervoor dat er geen water maar lucht bij de ogen is, zodat we gewoon kunnen kijken. Een stuk glas zorgt voor scheiding tussen het water en de lucht. Het glas om doorheen te kijken kan veiligheidsglas of plexiglas zijn. Plexiglas is lichter en sterker, maar krast ook sneller. Het zachte gedeelte van een duikbril moet goed tegen het gezicht aansluiten. Het was vroeger gemaakt van rubber, maar is tegenwoordig steeds meer van siliconen. Een duikbril moet een mogelijkheid hebben om in de neus te knijpen, dat is nodig voor het klaren.
Een duikbril beslaat snel, om dat te voorkomen kan wat speeksel aan de binnenkant van het glas uitgesmeerd worden en daarna afgespoeld worden.
Als er water in de duikbril is gekomen, of wanneer de duikbril onder water is opgezet, kan het water er toch uit gehaald worden. Door voorzichtig door de neus wat lucht uit te blazen, en daarbij de duikbril van onder wat ruimte te geven, gaat het water eruit.
Een duikbril kan samen met een snorkel (en eventueel ook zwemvliezen) gebruikt worden om te snorkelen. Met perslucht kan langere tijd gedoken worden.